# Władysław Witwicki
Władysław Witwicki (n. 30 aprilie 1878, Lubaczów, Austro-Ungaria – d. 21 decembrie 1948, Konstancin-Jeziorna, Mazovia, Polonia) a fost un psiholog, filosof, traducător, istoric (al filosofiei și artei) și artist polonez. Este văzut ca unul dintre părinții psihologiei din Polonia.
Witwicki este, de asemenea, creatorul teoriei cratismului⁠(d), și al teoriei sentimentelor, și s-a ocupat de problemele din psihologia religiei⁠(d), și crearea eticii seculare. A fost unul dintre inițiatorii și cofondatorii Societății Filozofice Poloneze⁠(d). Este unul dintre gânditorii asociați cu școala Lvov-Varșovia⁠(d).

## Formare profesională
Władysław Witwicki a fost al cincilea copil al Urszulei Witwicka, născută Woińska (nepoata arhiepiscopului mitropolit al Arhiepiscopiei Romano-Catolice de Liov⁠(d), Łukasz Baraniecki), și al lui Ludwik–Filip Wasylkowicz Witwicki, precum și tatăl lui Janusz Witwicki⁠(d), creatorul Panoramei Artistice a Vechiului Lvov⁠(d).
A absolvit Universitatea din Liov⁠(d), a fost student al lui Kazimierz Twardowski⁠(d). De asemenea, a studiat la Universitatea din Viena (sub îndrumarea lui Alois Höfler⁠(d)) și la Universitatea din Leipzig (sub îndrumarea lui Wilhelm Wundt). A ținut prelegeri la Universitatea din Liov și a devenit profesor la Universitatea din Varșovia, unde a predat în perioada 1919–1948.

## Lucrări
Witwicki este autorul primelor manuale poloneze despre psihologie. A colaborat și cu alți filozofi. De exemplu, a lucrat cu Bronisław Bandrowski⁠(d) pentru a dezvolta un model de psihologie bazat pe teoria Franz Brentano despre fenomenologie. Acesta a inclus o analiză a Edmund Husserl Teoria conținutului și fenomenul gândirii.

## Publicații (selecție)
- Traduceri ale dialogurilor Platon
- Psychologia do użytku słuchaczów wyższych szkół naukowych, vol. 1–2 (1925–1927)
- Wiadomości o stylach (1934)
- Wiara oświeconych, 1959 (fr. La foi des éclairé, 1939)
- Przechadzki ateńskie (o serie de programe de radio, 1939, emise în 1947)
- Traduceri ale Evangheliei după Matei și Evangheliei după Marcu cu analiză psihologică[25] (Dobra Nowina według Mateusza i Marka, scris în 1942, emis în 1958)